# Claudi Arimany
Claudi Arimany i Barceló (Granollers, provincia de Barcelona, 29 de diciembre de 1955) es un flautista español de fama internacional, considerado heredero directo —en cuanto a estilo interpretativo y concepto musical— de Jean-Pierre Rampal, de quien fue alumno y compañero en múltiples conciertos. Desde los años ochenta ha actuado como solista invitado por las mejores orquestas internacionales, además de dedicarse al estudio y la recuperación de obras para flauta y a la actividad docente.

## Biografía
Cursó estudios empresariales en la Escuela Superior de Administración y Dirección de Empresas de Barcelona, mientras estudiaba flauta como afición, más interesado en la música de jazz que en la clásica y sin pensar que acabaría dedicándose profesionalmente a ella. En su ciudad natal, estudió con el pianista y compositor Josep Maria Ruera y, en Barcelona, se formó con Salvador Gratacós. Este último inculcaba el interés por el instrumento y su repertorio, y fomentaba un ambiente de mejora constante entre los alumnos. Además, invitaba a algunos de los maestros del momento, como Alain Marion y Jean-Pierre Rampal, a participar en sus clases cuando visitaban Barcelona para actuar. Así fue cómo Arimany tuvo el primer contacto con el maestro Rampal, pero no fue hasta que lo vio actuar en el Palacio de la Música Catalana cuando decidió cambiar de registro y ampliar sus estudios musicales en Niza y París, con flautistas como Georgy Sébok, Alain Marion y Raymond Guiot. En 1982 obtuvo su diploma en París, con un primer premio concedido por unanimidad del jurado.
Muy cercano a su tierra de origen, vive en Llerona (Las Franquesas del Vallés), localidad cuya escuela municipal de música lleva su nombre, y es profesor de la Escola Municipal de Música de Granollers "Josep Maria Ruera".

## Actividad profesional
Su actividad como concertista internacional lo ha llevado a actuar en algunos de los auditorios más importantes, como lo Chicago Simphony Hall, Washington Library of Congress, Carnegie Hall de Nueva York, Boston Simphony Hall, Palacio de la Música Catalana, Concertgebouw de Ámsterdam, Beethoven House de Bonn, Auditorio Nacional de Madrid, Palais Auersperg de Viena, Beijing Concert Hall de Pekín, Hollywood Bowl de Los Ángeles, Conservatorio Chaikovski de Moscú, Teatro Real de Madrid, Rudolfinum y Smetana Hall de Praga, Gasteig de Múnich, Liederhalle Stuttgart, Teatro de los Campos Elíseos, Salle Pleyel y Salle Gaveau de París, Suntory Hall, Konzerthaus de Viena o Bunka Kay llaKan de Tokio. Esto le ha permitido viajar por todo el mundo y ser invitado por importantes formaciones internacionales, como la Berlin Philharmonic Chamber Orchestra, China National Symphony Orchestra, Orquesta Bach de Múnich, Orquesta de Cámara de Moscú, Stuttgarter Kammerorchester, European Union Chamber Orchestra, I Virtuosi Italiani, Orquesta Filarmónica Checa, Mendelssohn Chamber Orchestra, Philarmonia Virtuosi New York, New American Chamber Orchestra, Orchestra Internazionale de Italia, Orquesta de Cámara Virtuosi di Praga, Franz Liszt de Budapest, Orquesta de Cámara Arthur Rubinstein de Polonia, Israel Sinfonietta, Ensemble Orchestral de Paris, Solistas de Zagreb, Orquestra Camera Musicae, Orquesta de Cámara Inglesa, Amadeus Chamber Orchestra y Berliner Kammerorchester.

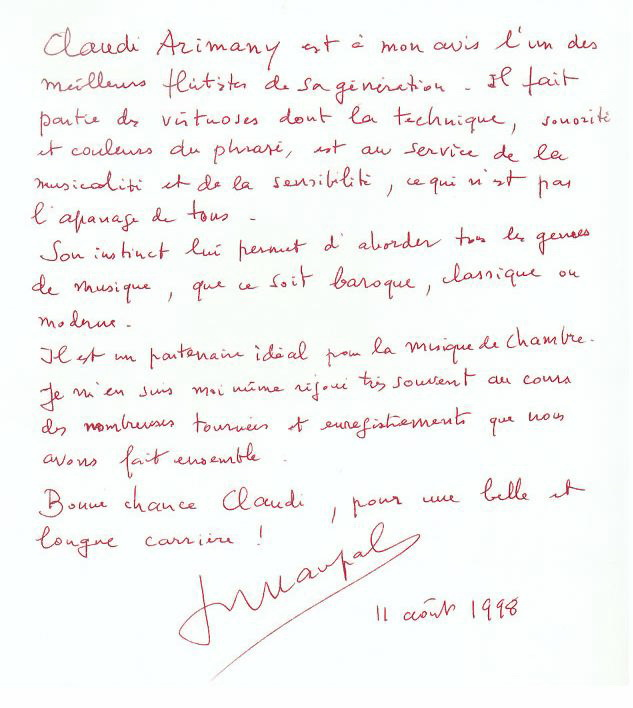
Carta de Rampal sobre Arimany

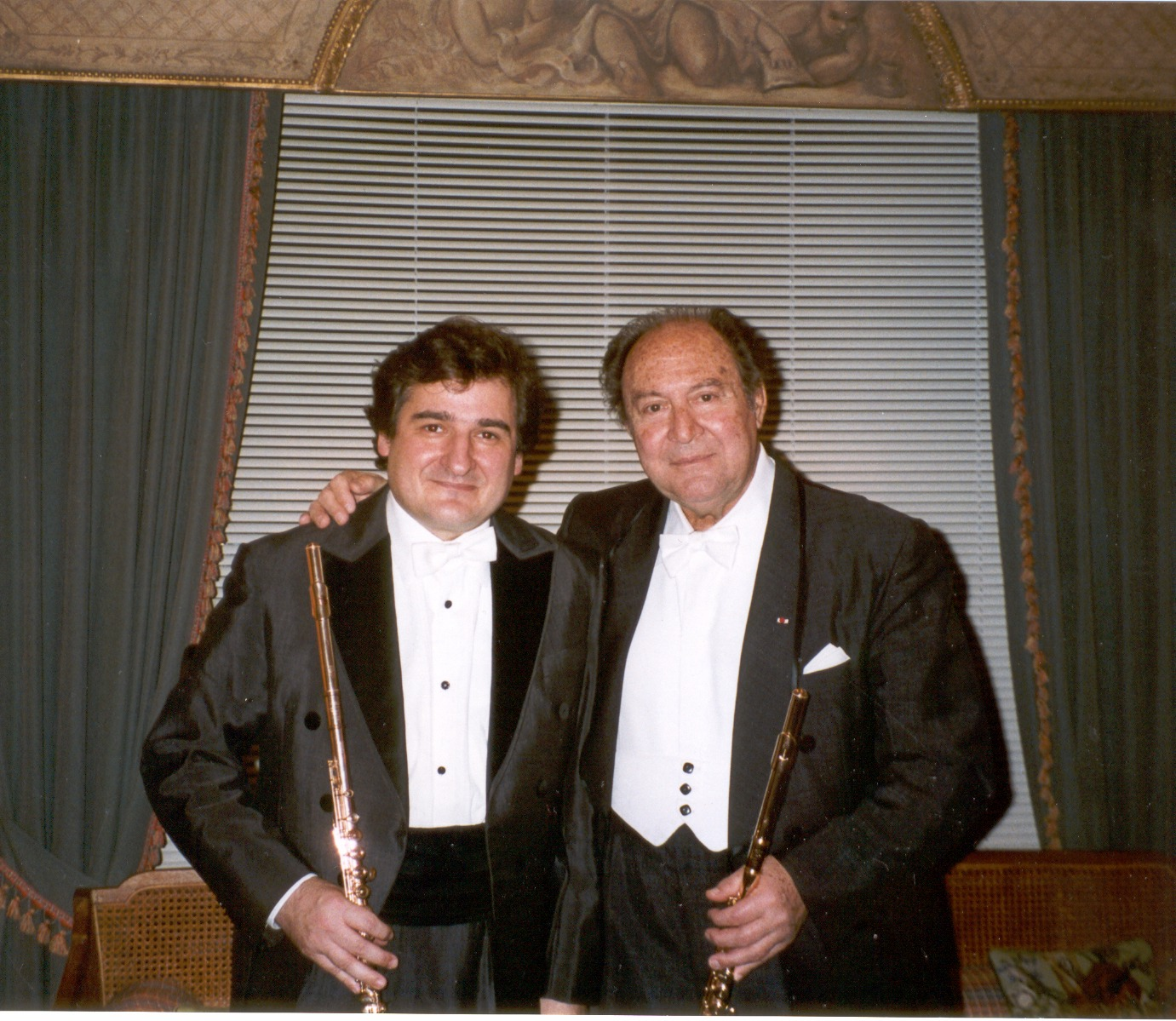
Arimany y Rampal.

### Relación con Jean-Pierre Rampal
Jean-Pierre Rampal, además de ser recordado como un gran intérprete de flauta, hizo una tarea pedagógica de recuperación y difusión del repertorio del instrumento y se convirtió en un maestro para toda una generación. Arimany había estudiado con él y colaboró a partir de finales de los años ochenta. La perfecta compenetración entre los dos llevó a Rampal a manifestar: «Es un perfecto continuador de la escuela francesa de flauta y de mi estilo de interpretar. Incluso escuchando con atención el disco que hemos hecho juntos, no distingo si está tocando él o si lo hago yo».
El último disco que grabaron juntos fue el dedicado a Mozart y Hoffmeister en 1999. Poco antes, Rampal había dejado por escrito su opinión sobre el arte de su pupilo y compañero de giras, en el que se puede considerar un testamento artístico.

Claudi Arimany es, en mi opinión, uno de los mejores flautistas de su generación. Es uno de aquellos virtuosos que ponen la técnica, la sonoridad y los colores del fraseo al servicio de la musicalidad y la sensibilidad, lo que no está al alcance de todos.
Jean-Pierre Rampal, 1998

Además del legado artístico, Arimany conserva una buena parte de la biblioteca musical de Rampal, y también sus flautas. La más importante emotivamente y que utiliza en sus conciertos es la emblemática flauta de oro del célebre constructor W. S. Haynes.
Ha sido miembro del tribunal del Concours Internationel de Flûte Jean-Pierre Rampal, que se celebra en París. Desde el año 2011, es el director Artístico del Festival de Música de la Villa de Llivia.

### Investigación musical
Más allá de su extensa actividad como intérprete, Arimany ha dedicado una buena parte de su actividad al estudio, la recuperación y la difusión de grandes compositores olvidados. La popularidad de los grandes maestros a menudo oscurece el talento de los discípulos o contemporáneos; en palabras del mismo Arimany: «Me continúa interesando mucho la música de los grandes compositores que trabajaron 'en el entorno' de los que ahora son más conocidos».
Cuando presentó en 1986 un proyecto a una discográfica alemana para editar las obras de Bach para flauta, no fue recibido con interés, puesto que eran múltiples las grabaciones del autor que ya había. A consecuencia de esta negativa, Arimany, junto con los solistas Alexander Schmoller, violonchelo, y Michael Grüber, clavicémbalo, hizo una revisión y selección de obras prácticamente desconocidas de autores alemanes discípulos del maestro de Turingia. Todo un reto de recuperación que culminó con la edición, en 1986, del álbum Virtuose Flötenmusik der Bach-Schüler por parte de la discográfica alemana Motette de Wiesbaden.

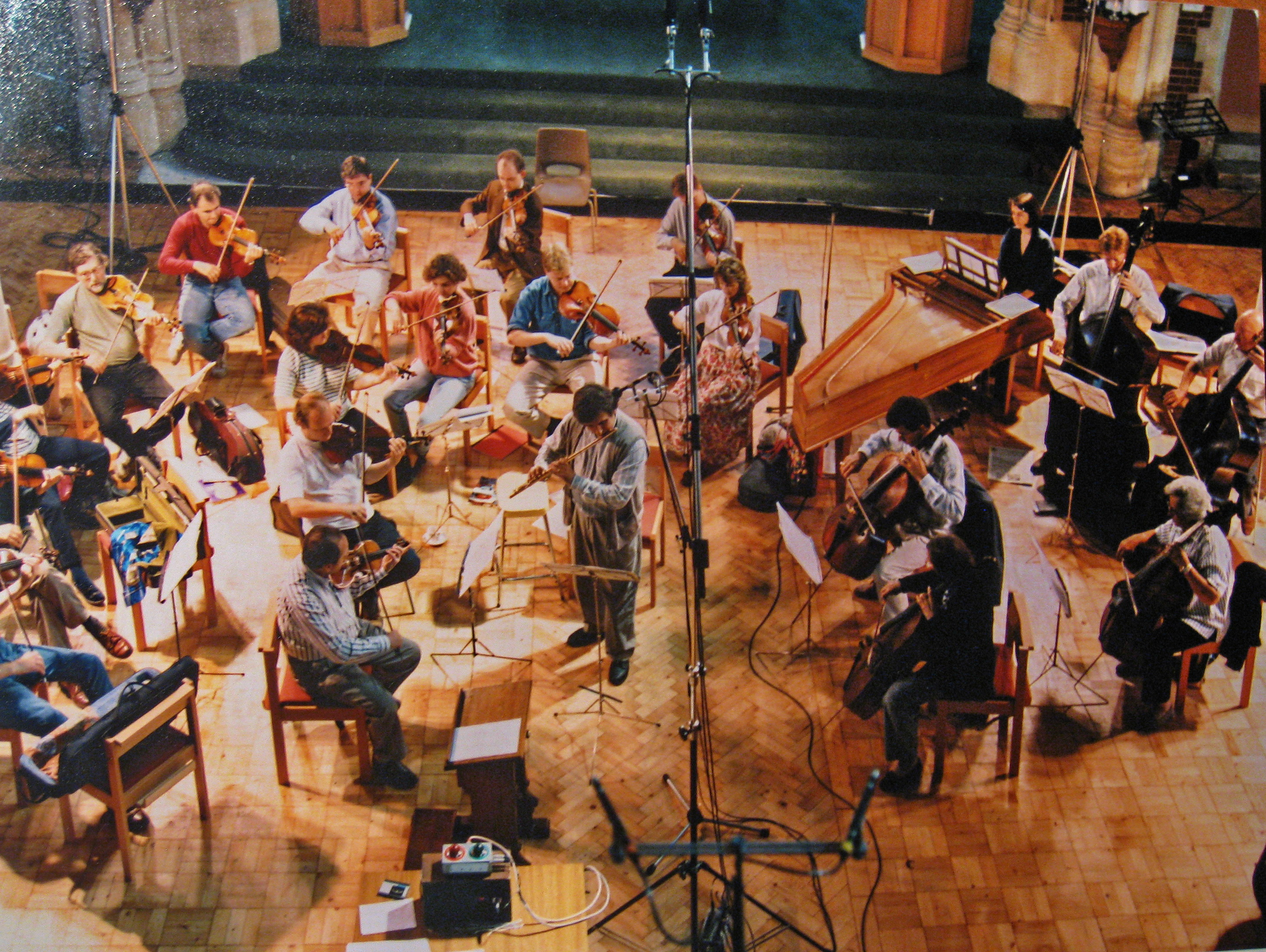
Grabación de los conciertos de Joan Baptista Pla con la Orquesta de Cámara Inglesa

Un interés especial para identificar compositores catalanes que habían escrito para flauta lo llevó a poner en valor la producción de Joan Baptista Pla (1720-1762), un contemporáneo de Mozart que viajó por toda Europa y del cual se conoce poca obra. A comienzos de la década de 1990, el musicólogo Josep Dolcet encontró en Alemania unas partituras originales de Pla que Arimany, junto con otro material de este autor y de su hermano Manuel Pla, trabajó para poderlos incorporar a su repertorio. Posteriormente, grabó dos CDs, uno acompañado de Jean-Pierre Rampal y la Franz Liszt Chamber Orchestra, con obras de Joan Pla, y otro con tres conciertos de los hermanos Pla acompañado por la Orquesta de Cámara Inglesa.
Siguiendo la pista de autores poco conocidos, llegó a la obra de François Devienne, compositor e intérprete muy popular en su tiempo —cuando era conocido como el "Mozart francés"— y que había fundado el Conservatorio de París. Pero el autor cayó en el olvido hasta finales de los años setenta, en que se volvieron a interpretar obras suyas y, a mitad de los años noventa, Arimany encontró la edición del siglo XVIII de todos sus conciertos. La continuada actividad de recuperación sobre este autor hizo que interpretara algunos conciertos en muchas salas, incluyendo el Teatro de los Campos Elíseos de París, acompañado del Ensemble Orchestral de Paris, en noviembre de 1994. Arimany ha grabado en cuatro CDs los catorce conciertos para flauta y orquesta de Devienne, una música que opina que es «natural, clara, elegante y melancólica, y que requiere del intérprete una gran habilidad técnica».
A finales de 2020 publicó una recopilación de toda la obra para flauta de los hermanos Albert Franz Doppler y Karl Doppler, fruto de su investigación por conservatorios y bibliotecas de Europa iniciada en 2007. El resultado son 12 CDs con 97 piezas, 64 de las cuales son primeras grabaciones. Arimany había interpretado la música de los Doppler en sus conciertos con Rampal en los años 90 y, una vez iniciada la investigación, editó dos CDs con piezas para dos flautas en 2010 y 2012.

## Discografía
| Año         | Álbum                                                                                                 | Autor | Intérpretes                                                                         | Discográfica                               |
| ----------- | --- | --- | ----------------------------------------------------------------------------------- | ------------------------------------------ |
| 2010        | The flute music of Doppler brothers Music for 2 Flutes & piano. Vol. 1                                | Albert Franz Doppler & Karl Doppler                                                                            | Claudi Arimany, Shigenori Kudo y Alan Branch                                        | Saphir Productions - B0064TM7VG            |
| 2012        | Franz & Karl Doppler Music for 2 Flutes & piano. Vol. 2 & 3                                           | Albert Franz Doppler & Karl Doppler                                                                            | Claudi Arimany, John Steele Ritter, Alan Branch, Marta Gulyas y Michel Wagemans     | Saphir Productions - LVC1178               |
| 2010        | Mozart Flute Concerts                                                                                 | Wolfgang Amadeus Mozart                                                                                        | Claudi Arimany y Moscow Chamber Orchestra                                           | Ensayo Digital - CD9935                    |
| 1999 (2006) | W. Amadeus Mozart: Neue Quartette FÜR Flöte Und Streichtrio; Hoffmeister: Trio FÜR 2 Flöten Und Cello | Wolfgang Amadeus Mozart y Franz Anton Hoffmeister                                                              | Jean-Pierre Rampal, Claudi Arimany y Trío Pasquier                                  | Querstand Records                          |
| 2011        | Complete Flute Concertos Vol. IV                                                                      | François Devienne                                                                                              | Claudi Arimany y Kishinev Symphonic Orchestra                                       | Aurophon - CD                              |
| 2006        | W. Amadeus Mozart: Trios for 2 Flutes and Piano                                                       | Wolfgang Amadeus Mozart                                                                                        | Shigenori Kudo, Claudi Arimany y John Steele Ritter                                 | Epson                                      |
| 2006        | Une Vie Pour La Musique                                                                               | François Devienne                                                                                              | Claudi Arimany, Alain Marion et al.                                                 | Analekta - B000E0VO0Q                      |
| 2005        | Empúries; Ambients; Meditació CD                                                                      | Josep Maria Ruera                                                                                              | Jordi Masó y Claudi Arimany                                                         | Columna Música - B00008S81J                |
| 2005        | Elegia                                                                                                | Carlota Garriga                                                                                                | Carlota Garriga y Claudi Arimany                                                    | Columna Música - B0013IOG4O                |
| 1997        | Romantic Music for 2 Flutes & Piano                                                                   | Albert Franz Doppler, Friedrich Kuhlau, Wolfgang Amadeus Mozart, Theobald Böhm, Paul Creston, Friedrich Kuhlau | Jean-Pierre Rampal, Claudi Arimany y John Steele Ritter                             | Delos - DDD3212                            |
| 2003        | Magic Flutes                                                                                          | Wolfgang Amadeus Mozart, François Devienne, Georg Philipp Telemann y Michel Blavet                             | Jean-Pierre Rampal y Claudi Arimany                                                 | Delos -DE3226                              |
| 2003        | Flute Concerts:Mozart and his friends                                                                 | Wolfgang Amadeus Mozart, Pavel Vranický y Franz Anton Hoffmeister                                              | Claudi Arimany y Franz Liszt Chamber Orchestra                                      | Novalis                                    |
| 2003        | J. J. Quantz: Konzerte FÜR Eine Und Zwei Flöten                                                       | Johann Joachim Quantz                                                                                          | Claudi Arimany, Josep F. Palou y Hungarian Virtuosi Chamber Orchestra               | Columna Música                             |
| 2003        | French Flute Favourites                                                                               | Philippe Gaubert y Hector Berlioz                                                                              | Claudi Arimany et al.                                                               | Naxos                                      |
| 2002        | The Flute In Paris In Mozart'S Time. Tres concerts per flauta                                         | Wolfgang Amadeus Mozart, Ignaz Pleyel y Anton Stamitz                                                          | Claudi Arimany y Marina Paccagnella, arpa - Wroclaw Chamber Orchestra "Leopoldinum" | Papa Music - CD1002                        |
| 2000        | Concerti per Flauto                                                                                   | Joan Baptista Pla                                                                                              | Claudi Arimany - Orquesta de Cámara Inglesa                                         | Ensayo Digital - CD9925                    |
| 1999        | Baby Needs More Mozart (La Flauta Màgica K.620)                                                       | Wolfgang Amadeus Mozart                                                                                        | Claudi Arimany y Jean-Pierre Rampal.                                                | Delos                                      |
| 1998        | Baby Needs Mozart (Sonata per 2 pians K.448)                                                          | Wolfgang Amadeus Mozart                                                                                        | Claudi Arimany, Jean-Pierre Rampal y John Steele Ritter                             | Delos                                      |
| 1998        | Baby Needs Baroque (Sonata per 2 flautes N.4)                                                         | Georg Philipp Telemann                                                                                         | Claudi Arimany y Jean-Pierre Rampal                                                 | Delos                                      |
| 1997        | Conferenza Musicale Mediterranea                                                                      | Salvador Brotons                                                                                               | Claudi Arimany y Orchestra da Camera Gli Armonici                                   | CIMS/004 Regione Siciliana                 |
| 1996        | Mozart: Flute Concertos                                                                               | Wolfgang Amadeus Mozart                                                                                        | Claudi Arimany, Jean-Pierre Rampal y Hungarian Virtuosi Chamber Orchestra           | Prodigital Records - CD2419                |
| 1996        | Six Trios Pour 3 Flutes                                                                               | François Devienne                                                                                              | Jean-Pierre Rampal, Claudi Arimany y Alain Marion                                   | Traversieres Flute Collection - CD 210/259 |
| 1995        | Catalan Flute Music of the 18th Century                                                               | Joan Baptista Pla                                                                                              | Claudi Arimany, Jean-Pierre Rampal y Franz Liszt Chamber Orchestra                  | Sony Classical - CD-SK-58918               |
| 1995        | Six Trios Pour 2 Flutes et basson                                                                     | François Devienne                                                                                              | Jean-Pierre Rampal, Claudi Arimany y Gilbert Audin                                  | Traversieres Flute Collection              |
| 1994        | Le Rossignol de l'Opera                                                                               | Música francesa de la Belle Epoque                                                                             | Claudi Arimany, Marc Grauwels y Orchestre de Chambre de Waterloo                    | Syrinx Records - CD 93102                  |
| 1993        | European Flute Festival, Frankfurt am Main                                                            | François Devienne                                                                                              | Claudi Arimany et al.                                                               | DGFF001                                    |
| 1993        | Complete Flute Concertos Vol. III                                                                     | François Devienne                                                                                              | Claudi Arimany y Russian Chamber Orchestra                                          | Aurophon - CD 32172                        |
| 1993        | Complete Flute Concertos Vol. II                                                                      | François Devienne                                                                                              | Claudi Arimany y Russian Chamber Orchestra                                          | Aurophon - CD 32162                        |
| 1990        | Complete Flute Concertos Vol. I                                                                       | François Devienne                                                                                              | Claudi Arimany y Gdansk Symphonic Orchestra                                         | Aurophon - CD 32002                        |
| 1986        | Virtuose Flötenmusik der Bach-Schüler                                                                 | Carl Philipp Emanuel Bach, Johann Gottfried Müthel, Karl Friedrich Abel y Johann Philipp Kirnberger            | Claudi Arimany, Alexander Schmoller y Michael Grüber                                | Motette Ursina - CD 30141                  |